# مختاره
مختاره (به عربی: مختارة)، شهر کوچکی در شهرستان شوف واقع در استان جبل لبنان است. ساکنان این شهر دروزی و مسیحی هستند. همچنین این شهر زادگاه ولید جنبلاط، رهبر حزب سوسیالیست ترقی‌خواه است.